# Grigori Jefimowitsch Schislin
Grigori Jefimowitsch Schislin (russisch Григорий Ефимович Жислин, häufig auch Grigori Zhislin; * 14. Mai 1945 in Leningrad; † 2. Mai 2017 in Berlin) war ein russischer Violinist und Pädagoge.

## Leben
Er absolvierte unter Führung des Lehrers Juri Jankelewitsch das Moskauer Konservatorium. Im Alter von 22 Jahren gewann er den Ersten Preis im Paganini-Wettbewerb und die Silbermedaille in der Queen Elizabeth Competition. Schislins Repertoire umfasst Konzerte und Rezitale aller Epochen, sowohl für Violine als auch für Viola.
Als Solist trat Schislin mit der Leningrader/Petersburger Philharmonie, der  Moskauer Philharmonie, dem State Symphony Orchestra, RRS (Mailand, Turin), dem RBC Orchestras (Australian), der Staatskapelle Dresden, dem Gewandhausorchester Leipzig, den Wiener Symphonikern, der Sinfonia Varsovia, der Warschauer Nationalphilharmonie, der Krakauer Philharmonie, dem Stockholm Radio Orchester, Bergen Harmonien und der Litauischen Nationalen Philharmonie auf. Er spielte unter den Dirigenten  Herbert Blomstedt, Aldo Ceccato, Erik Klass, Karl Österreicher, Kirill Kondraschin, Dimitri Kitajenko, Alexander Lasarew, Arvid Jansons, Juri Temirkanow, Mariss Jansons, Woldemar Nelsson, Sauilus Sondeckis, Tadeusz Strugala, Natan Rachlin, Noeme Jarvi, Wladimir Fedossejew.
Schislin gastierte bei den Festspielen Moskauer Sterne, Warschauer Herbst, Prager Frühling, Fiorentino Maggio, Kuhmo Chamber Music Festival und  Pablo Casal Festival in Puerto Rico. Er war Mitglied der Jury in den internationalen Violinwettbewerben Paganini in Genua, Montreal, Henryk Wieniawski in Polen, Citta di Brescia, David Oistrach in Moskau und Yehudi Menuhin Competition in England.
Der Musiker hat mit den Komponisten Alfred Schnittke, Edisson Wassiljewitsch Denissow, Sofia Gubaidulina und Krzysztof Penderecki zusammengearbeitet. Schislin gab in Russland die erste Aufführung von Pendereckis Violinkonzert; Komponist und Interpret formten eine enge Beziehung. Zusammen haben sie sämtliche Geigen- und Bratschenwerke Pendereckis eingespielt. 1983 begann Schislin auf Pendereckis Bitte Bratsche zu spielen, um die Erstaufführung von Pendereckis Violakonzert zu vollbringen. Penderecki hat seine Cadenza per Viola Solo Schislin gewidmet.
Schislin war Professor für Violine und Viola am Royal College of Music in London und Professor für Violine an der Hochschule für Musik Würzburg. Er war Gastprofessor in Finnland, Norwegen und Polen. Außerdem gab er Meisterkurse in Deutschland, Kroatien, den USA, Polen, Italien, Frankreich und Spanien.
Zu seinen international bekannten Schülern gehören Ilja Grubert, Dmitri Sitkowetski, Nicolas Koeckert, Daniel Hope und Sergei Chatschatrjan.